# DirectDraw Surface
Microsoft DirectDraw Surface, DDS – format plików danych z grafiką rastrową. Pozwalający na zapis m.in. poziomu mipmappingu i kanałów Alpha. 
Format wykorzystywany przy generowaniu grafiki trójwymiarowej czasu rzeczywistego. 
Wspomagany przez Microsoft DirectX Texture tool i Direct3D extensions (D3DX) library. 
Pixmapa w pliku DDS może być skompresowaną za pomocą algorytmów kompresji S3 Texture Compression (S3TC). Aplikacje OpenGL mogą importować te pliki za pomocą rozszerzenia ARB_texture_compression.